# Nature morte au livre
Nature morte au livre ou Saint Matorel est un tableau peint par Juan Gris en décembre 1913. Cette huile sur toile cubiste est une nature morte comprenant dans des inscriptions tronquées un hommage à Max Jacob. Elle est conservée au musée national d'Art moderne, à Paris.

## Expositions
- Le Cubisme, Centre national d'art et de culture Georges-Pompidou, Paris, 2018-2019.